# Taschtumschuk
Taschtumschuk (kirgisisch Таштумшук) ist ein Dorf in Kirgisistan mit 556 Einwohnern (Stand 2024).

## Geographie
Das Dorf liegt im Rajon Batken des Oblus Batken. Es ist der Landgemeinde Ak-Sai untergeordnet. Das Dorf liegt im zentralen Teil des Oblus, am linken Ufer des Flusses Isfara in einer Entfernung von etwa 28 Kilometern (Luftlinie) südwestlich der Stadt Batken, dem Verwaltungszentrum des Oblus und des Rajons. Die Ortschaft befindet sich unweit der Grenze zu Tadschikistan.

## Bevölkerung
| Jahr | Einwohner |
| ---- | --------- |
| 2009 | 537       |
| 2015 | 514       |
| 2024 | 556       |

Anmerkung: 2009 Volkszählungsdaten, 2015–2024 Fortschreibung